# Nekrofauna
Nekrofauna – gatunki zasiedlające martwe zwierzęta, padlinę, zwłoki. Termin używany głównie w odniesieniu do bezkręgowców. Nekrofauna odnosi się do siedliska życia oraz jest terminem określającym zgrupowanie. Do nekrofauny należą liczne owady: chrząszcze (np. z rodziny omarlicowatych: omarlica, grabarz żółtoczarny, ścierwiec), liczne muchówki, a także krocionogi. Do nekrofauny zaliczane są głównie nekrofagi, ale mogą występować także i inne grupy troficzne (np. saprofagi).
W padlinie, ze względu na zróżnicowane tempo kolonizacji różnych gatunków, a także ze względu na zróżnicowane preferencje siedliskowe dotyczące stopnia rozkładu padliny (zmieniające się warunki siedliskowe i pokarmowe), obserwuje się sukcesję zgrupowań nekrofagicznych. 
Do nekrofauny zaliczane są np.  plujka burczało (Calliphora vomitoria) i plujka pospolita (Calliphora vicina) (plujkowate). Owady te składają jaja na „świeżym” mięsie (świeże zwłoki). Fakt ten wykorzystywany jest w kryminalistyce do określania czasu zgonu, na podstawie stopnia rozwoju larw (zobacz też: entomologia sądowa).
Zielone muchy padlinówki skórnicy (Lucilia sericata) używane były dawniej w medycynie (zwłaszcza w warunkach wojennych, np. w czasie wypraw napoleońskich) w procesie leczenia trudno gojących się ran (larwy wyjadają martwe i gnijące tkanki w ranach a dodatkowo wydzielają czynniki antybiotyczne).